# Huldreskål
Huldreskål (Arpinia fusispora) är en svampart som tillhör divisionen sporsäcksvampar, och som beskrevs av Hohmeyer. Huldreskål ingår i släktet Arpinia, och familjen Pyronemataceae. Enligt den svenska rödlistan är arten otillräckligt studerad i Sverige. Arten förekommer i Nedre Norrland. Artens livsmiljö är skogslandskap, jordbrukslandskap.